# Phyllonorycter acanthus
Phyllonorycter acanthus är en fjärilsart som beskrevs av Davis och Gerfried Deschka 2001. Phyllonorycter acanthus ingår i släktet guldmalar, och familjen styltmalar. Inga underarter finns listade i Catalogue of Life.